# Гезехус, Александр Петрович
Александр Петрович Гезехус (2 сентября 1875 — не ранее 1931) — русский морской офицер, капитан 1-го ранга, участник Цусимского сражения, Первой мировой войны и Гражданской войны в России.  Награждён Георгиевским оружием (1917). Эмигрант.

## Биография
Родился 2.сентября 1875 года в семье корабельного медика Петра Александровича Гезехуса.
В 1896 году окончил Морской корпус. Мичман, зачислен в 16-й флотский экипаж.
24 апреля 1900 — назначен вахтенным начальником броненосца береговой обороны «Адмирал Ушаков». В Мае 1900 — 11 дней находился в плавании на учебном судне «Воин». 7 сентября 1900 — переведён на плавучую батарею «Первенец».
9 сентября 1900 — артиллерийский офицер 2-го разряда. В 1901 — младший артиллерийский офицер эскадренного броненосца «Синоп». 1901 — вахтенный начальник учебного суда «Березань».
1901 — окончил Артиллерийский офицерский класс с присвоением чина лейтенанта.
1902 — преподаватель класса комендоров, в плавании на учебном судне «Березань» и эскадренном броненосце «Георгий Победоносец».
1902 — артиллерийский офицер, затем вахтенный начальник эскадренного броненосца «Три святителя» Черноморского флота.
31 марта — 1 июня 1903 — старший артиллерийский офицер мореходной канонерской лодки «Запорожец». 3 июня — 23 августа 1903 — старший артиллерийский офицер мореходной канонерской лодки «Уралец»
23 августа — 30 сентября 1903 — младший артиллерийский офицер эскадренного броненосца «Екатерина II». 1 ноября 1903 — 24 апреля 1904 — старший артиллерийский офицер мореходной канонерской лодки «Запорожец».
29 апреля — 23 декабря 1904 — старший артиллерийский офицер эскадренного броненосца «Ростислав» Черноморского флота.
15 января 1905 — младший артиллерийский офицер броненосца «Адмирал Ушаков». Командир кормовой башни ГК. Участвовал в Цусимском походе и сражении.  15 мая 1905 года броненосец «Адмирал Ушаков» повторил подвиг «Варяга» – капитан судна, расстрелянного японскими крейсерами и потерявшего возможность сопротивляться, приказал открыть кингстоны. Корабль пошел ко дну с неспущенным Андреевским флагом. Часть команды спаслась – проведя три часа в холодной воде, моряки были подобраны японскими судами и оказались в плену. Среди спасшихся был и А. П. Гезехус.
3 января 1906 — Вернулся из японского плена на судне «Ярославль». По возвращении служил на Черноморском флоте.
1911 — последний командир эскадренного броненосца «Двенадцать Апостолов». 6 декабря 1911 — капитан 2-го ранга.
1911-1915 — командир эсминца «Звонкий». Октябрь 1915 — командир эсминца «Лейтенант Зацарённый». 13-31 марта 1916 — в составе 3-го дивизиона Черноморской минной бригады охранял транспорта, которыми десантный корпус перебрасывали на Кавказский фронт из Одессы в Новороссийск.
20 октября (2 ноября) 1916 — в составе отряда совершил набег на стоянку турецких судов в устье реки Термес, высадив на берег диверсионный отряд и уведя в море несколько обнаруженных судов.
Начальник 5-го дивизиона Черноморской минной бригады.
Январь 1917 — командующий отрядом мореходных канонерских лодок. Февраль 1917 был награждён Георгиевским оружием.
Начальник Дунайской флотилии.
Командир броненосца «Три Святителя». Служил во флоте  ВСЮР и Русской армии. Ушёл в Бизерту на кораблях Русской эскадры.
С декабря 1920 года в эмиграции в Югославии, куда прибыл на судне «Владимир».
В 1931 году был председателем Российского военно-морского объединения в Алжире.

## Семья
- Дед - инженер-кораблестроитель генерал-майор Александр Яковлевич Гезехус.
- Отец - корабельный медик Петр Александровиа Гезехус.
- Дядя - физик Николай Александрович Гезехус.
- Жена -  (с 11.11.1898): Надежда Аркадьевна Десчинская, дочь полковника.
- Дети: 
  - Владимир (20.11.1899), гардемарин, также воевал в Белой армии и получил Георгиевский крест уже во время Гражданской войны. В 1919–1920 годах был сигнальщиком артиллерийской роты на крейсере «Кагул» («Генерал Корнилов»). Эмигрант в Тунисе.
  - Татьяна (20.07.1902),
  - Константин (26.12.1906).